# IAI JUMPER
JUMPER (ヘブライ語: מנתר)はイスラエル・エアロスペース・インダストリーズによって開発された自己完結式ミサイル発射システム。それぞれの指令制御装置を備える垂直発射装置(VLH)には8基のミサイルが格納されている。
JUMPERは専門の訓練を受けた要因や専用の車両を必要としない。大きさは1.4 x 1.4mで高さは2mでトラック、舟艇などで展開できる。ミサイルの誘導GPSや慣性誘導装置で命中精度は50 km (31 mi)である。オプションのレーザー誘導によりさらに命中精度が向上して群集内の人物や動く標的にも対応する。 それぞれのミサイルは全長1800 mm、直径150 mm、重量63 kg.
ミサイルシステムは敵の勢力下の標的を無人機からのデータを入力してJUMPERは複数のミサイルを発射する。ミサイルは被害を最小に抑えるなど多様な運用が可能。システムは非対称戦の戦場で使用される事を想定している。

## 仕様
出典 イスラエル・エアロスペース・インダストリーズ
- 重量: 63 kg (139 lb)
- 直径: 150 mm (5.9 in)
- 全長: 1,800 mm (71 in)
- 射程: 50 km (31 mi)
- エンジン: 2段階 固体ロケット
- 全体の大きさ: 1.4x1.4x2 m (全長 x 全幅 x 全高)
- 誘導: GPS/INS
- データ伝送: 統合された指令と制御装置